# 大塚清次郎
大塚 清次郎（おおつか せいじろう、1921年9月5日 - 1995年10月3日）は、日本の政治家。位階は従四位勲二等、勲章は瑞宝章。参議院議員（2期、自由民主党）。自由民主党参議院副幹事長。

## 経歴
1921年佐賀県鹿島市生まれ。1939年佐賀県立佐賀商業学校卒業。その後、南満洲鉄道入社。敗戦を満洲で迎える。
1946年引き揚げ、浜町農業協同組合に就職。その後、鹿島市農業協同組合長、佐賀県農業協同組合中央会会長、日本園芸農業協同組合連合会会長、日本果汁農業協同組合連合会会長を歴任。1955年鹿島市議会議員選挙当選。以後4期16年務める。1971年佐賀県議会議員当選、以後4期15年務め、副議長も経験。
1986年、第14回参議院議員通常選挙で佐賀県選挙区から自由民主党公認で立候補し、初当選。1990年第2次海部内閣で農林水産政務次官。1992年、第16回参議院議員通常選挙で再選。1995年、参議院農林水産委員長に就任する。
1995年8月下旬、同年に日本で開催予定のAPECに向けて、農林水産物の自由化促進に反対する日本の考えを共有してもらうために東南アジアを歴訪中に体調を崩し、帰国してからもすぐれず検査入院。同年10月3日、急性肝不全のため、佐賀県佐賀郡諸富町の小栁記念病院で死去した。74歳没。同月13日、特旨を以て位記を追賜され、死没日をもって従四位勲二等に叙され、瑞宝章を追贈された。哀悼演説は同年11月1日、参議院本会議で村沢牧により行われた。
大塚の死去に伴う補欠選挙は同年11月19日に行われ、自由民主党公認の岩永浩美が当選している。